# Гёттингенское городское кладбище
Гёттингенское городское кладбище (нем. Stadtfriedhof) — историческое кладбище в Гёттингене с могилами знаменитых учёных. Это последнее пристанище не менее восьми лауреатов Нобелевской премии: Макса Борна, Отто Гана, Макса фон Лауэ, Вальтера Германа Нернста, Макса Планка,  Отто Валлаха, Адольфа Виндауса и Рихарда Зигмонди.
Расположено в западной части города. Площадь кладбища составляет около 36 акров (15 га). Около 60 000 мест для захоронений.
Есть захоронения русских военнопленных времен Первой мировой войны.

## История
Решение о создании нового кладбища города взамен прежнего Альбанифридхоф было принято в 1879 году мэром Георгом Меркелем. Под кладбище был выделен участок земли в Гроне, сегодня пригороде Геттингена. Первый участок, который занимал площадь 7,5 акров (3,0 га), был открыт в декабре 1881 года.
Часовня на кладбище была спроектирована городским архитектором Генрихом Гербером во время первого расширения кладбища на рубеже XIX—XX веков. В последующем территория увеличивалась ещё четыре раза, последний раз в 1963 году. В 1975 году городское кладбище было перенесено в парк Фридхоф Юнкерберг.
С 2005 года на кладбище вновь разрешены захоронения, но из-за неблагоприятных условий почвы, они производятся урнами для захоронений.

## Известные захоронения
См. категорию Похороненные на Гёттингенском городском кладбище
На надгробном камне Давида Гильберта высечен его любимый афоризм: WIR MÜSSEN WISSEN WIR WERDEN WISSEN («Мы должны знать. Мы будем знать»)

## Галерея

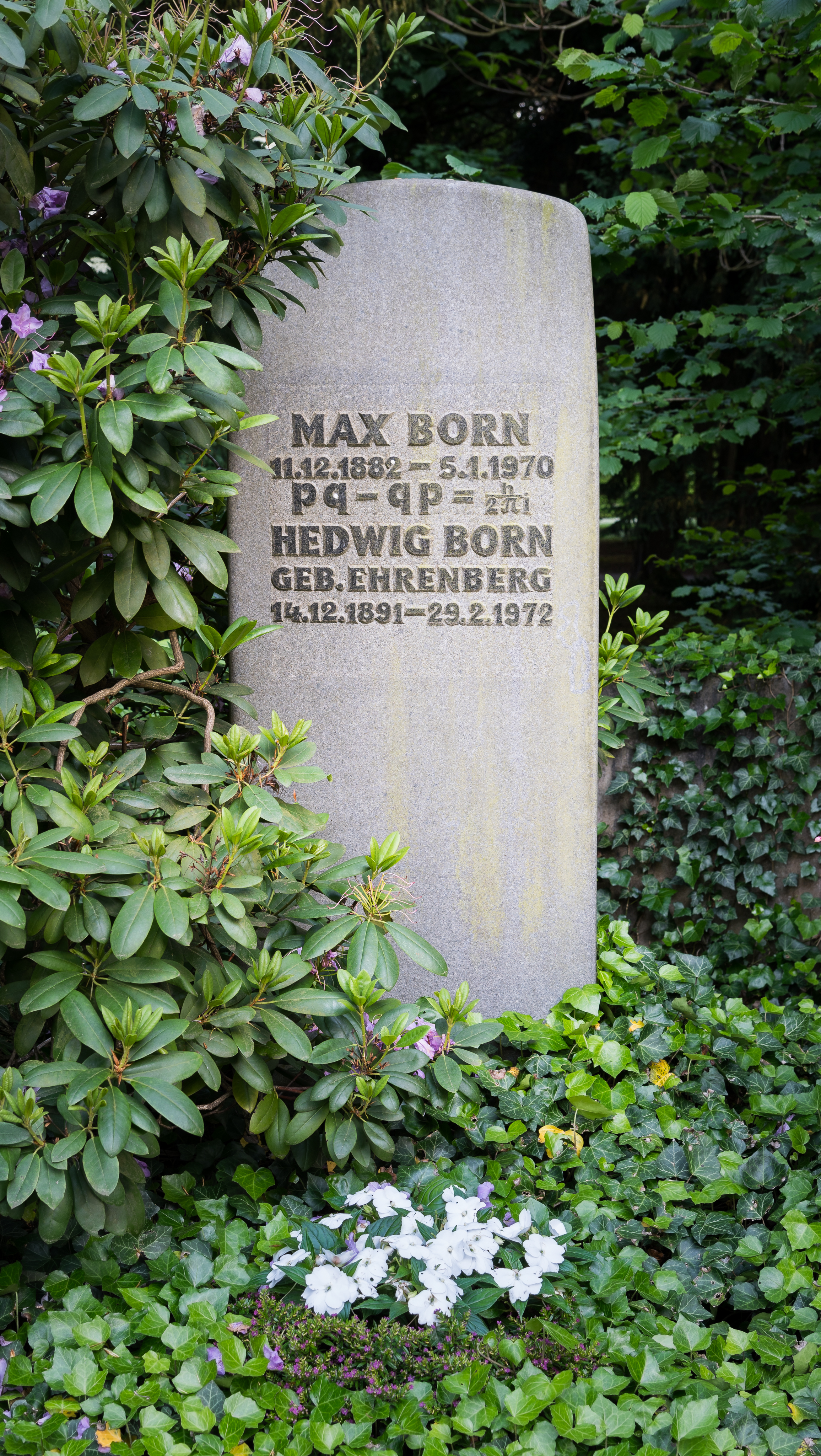
Борн, Макс
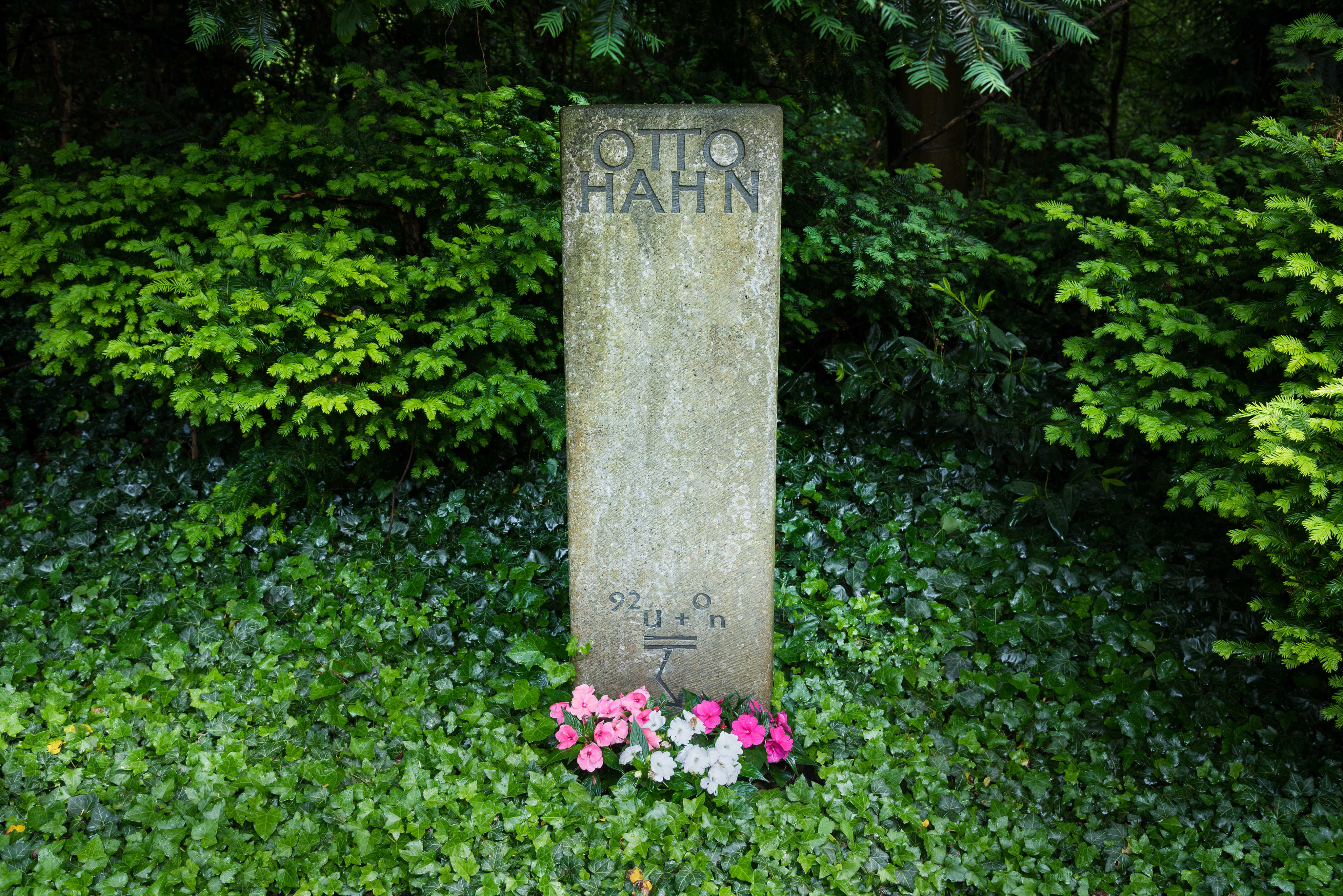
Ганн, Отто
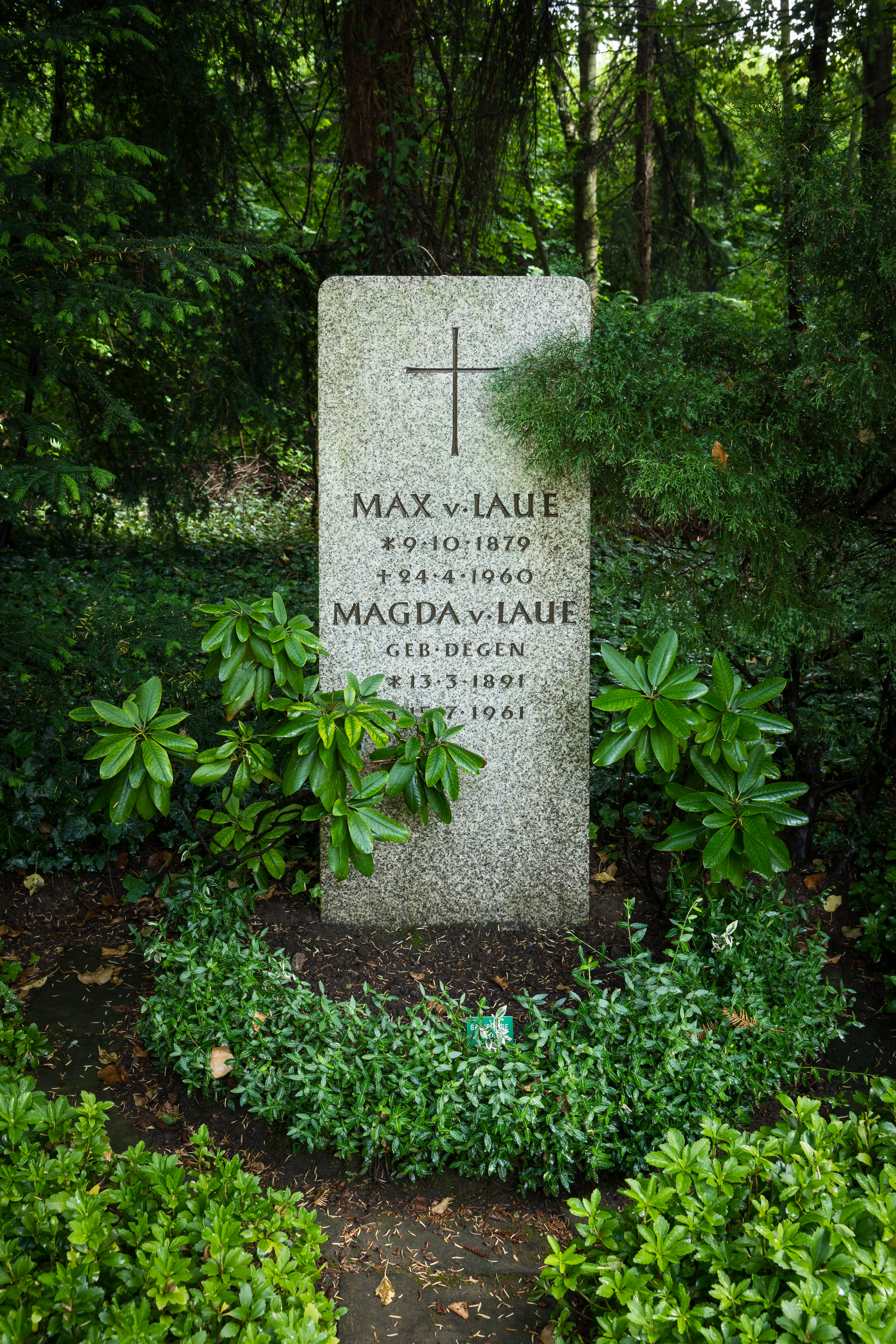
Лауэ, Макс фон
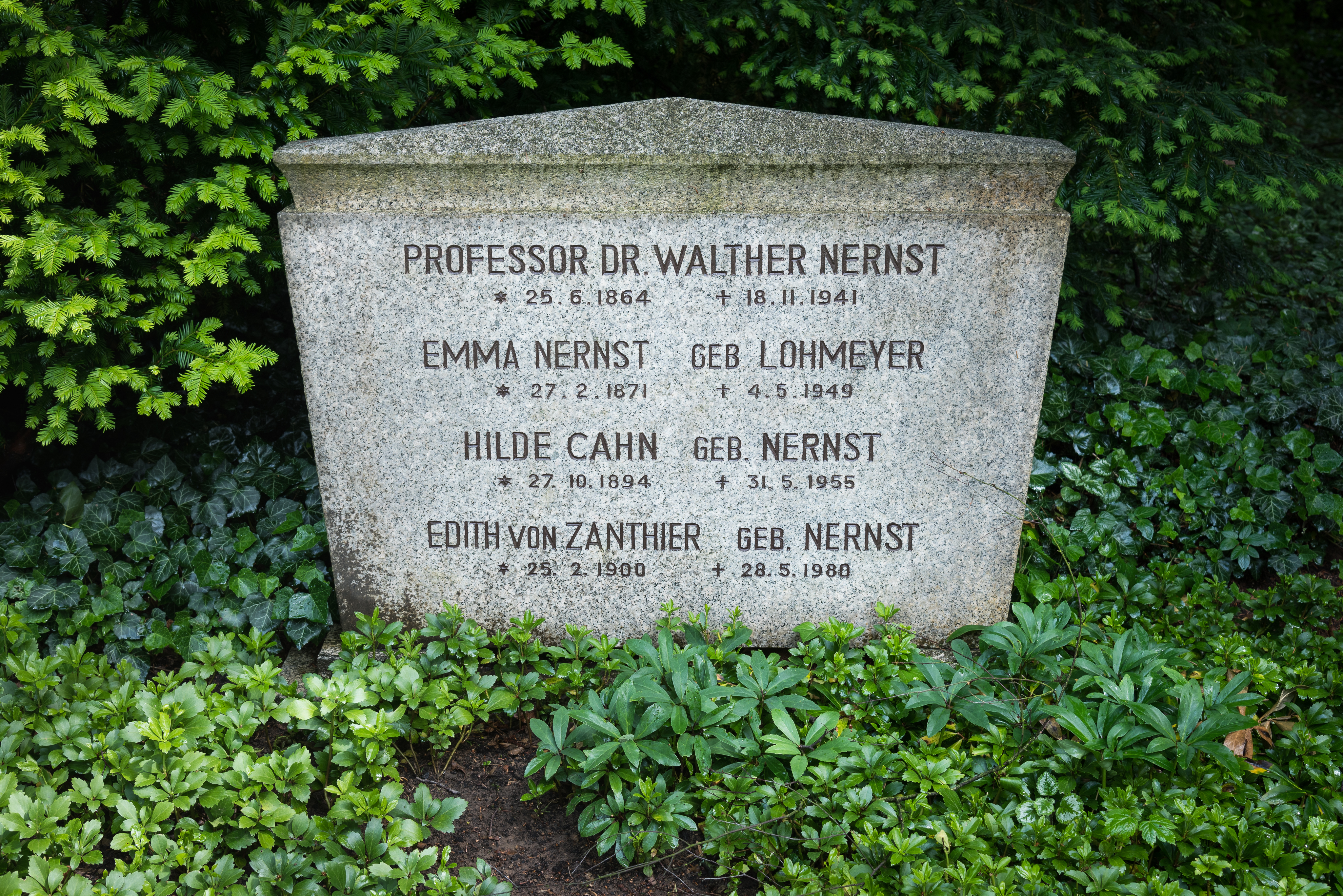
Нернст, Вальтер Герман
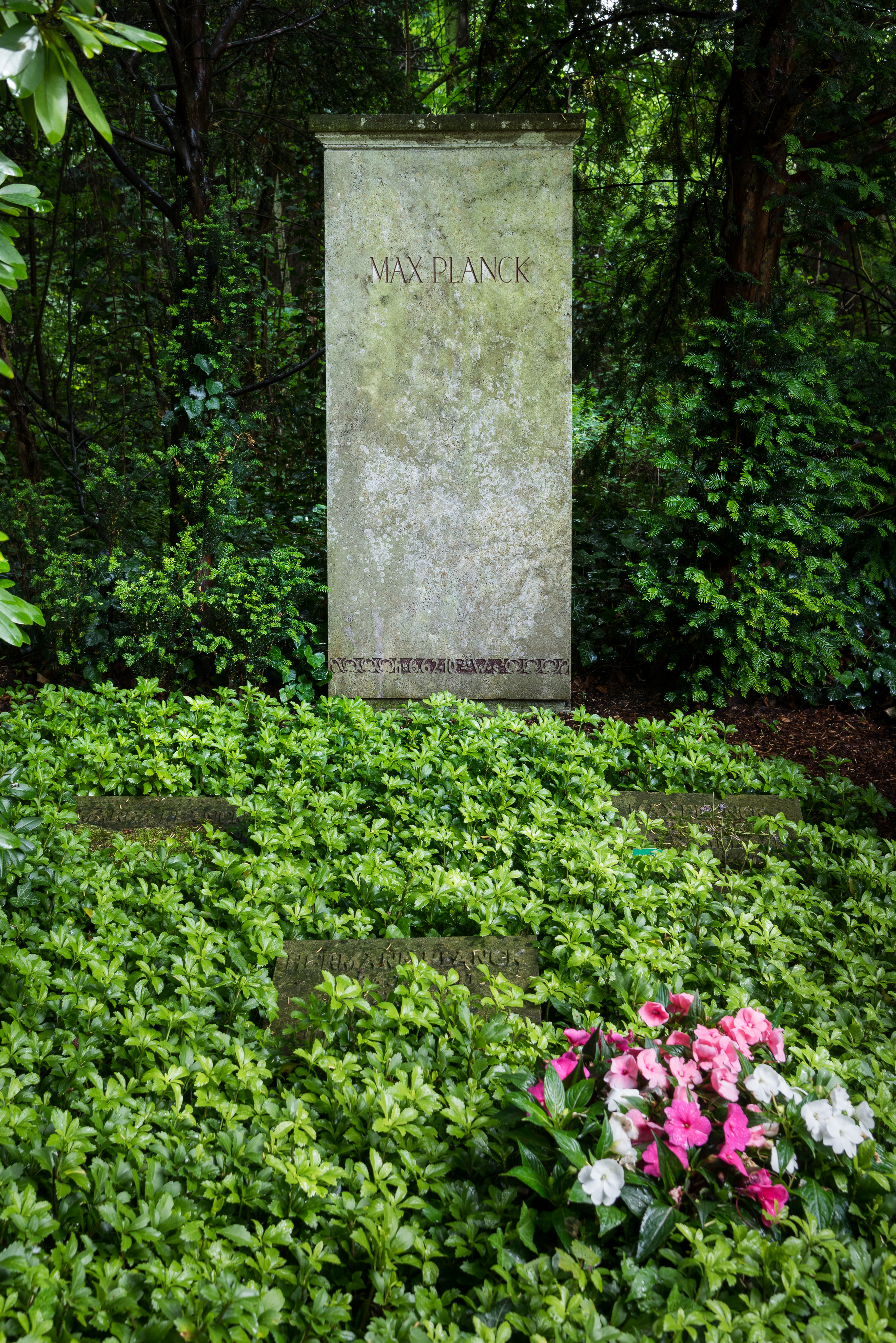
Планк, Макс
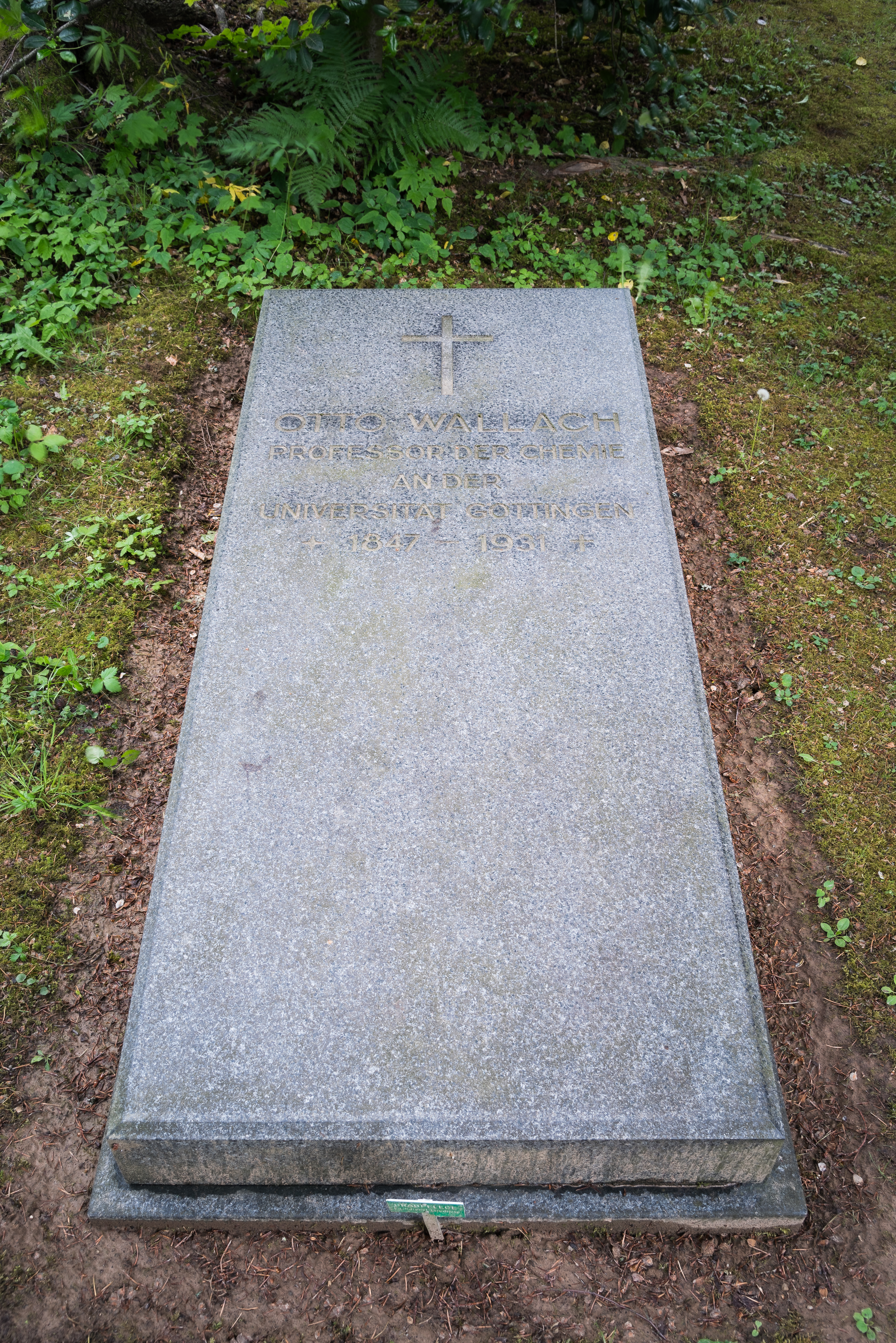
Валлах, Отто
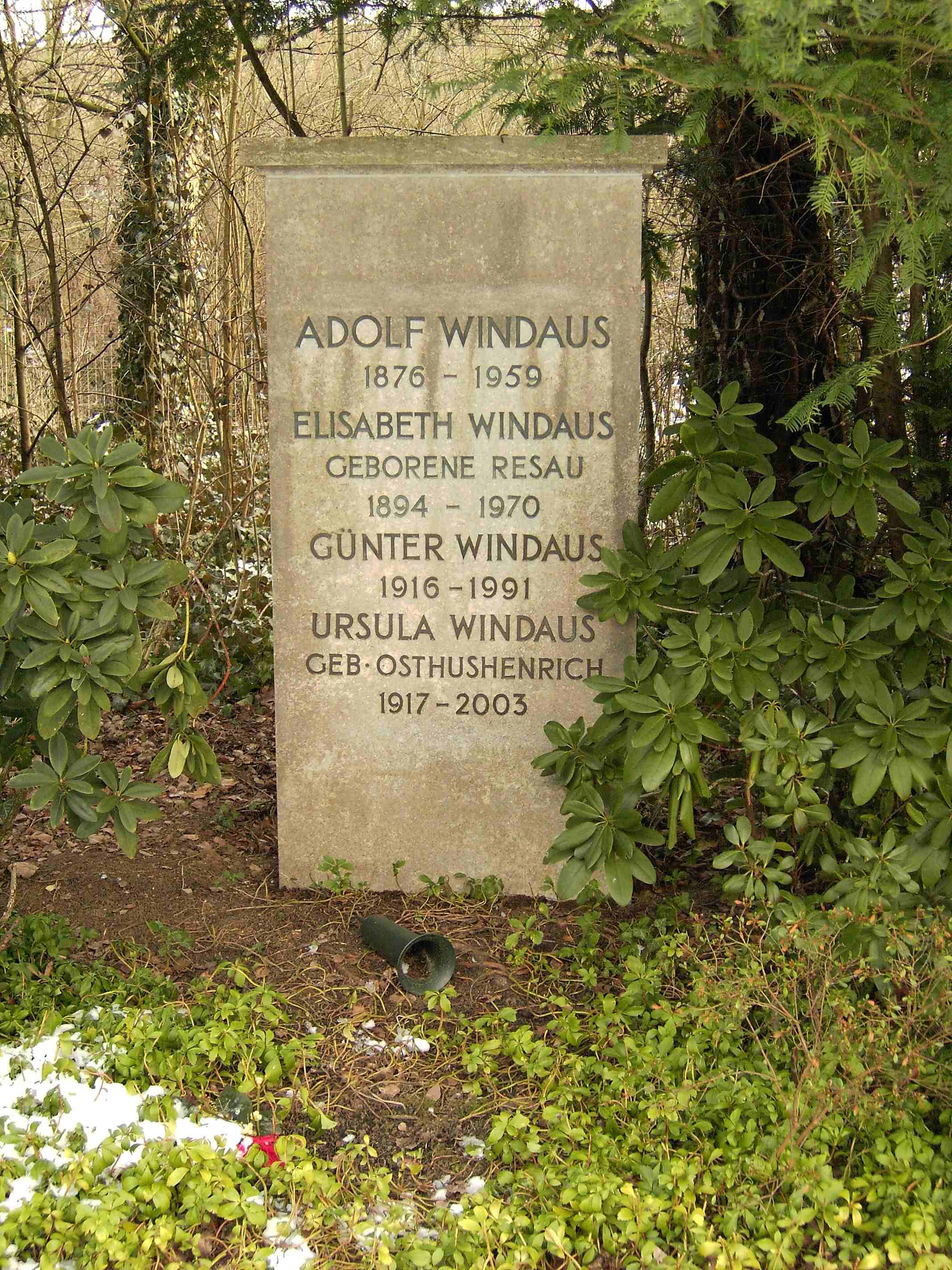
Виндаус, Адольф
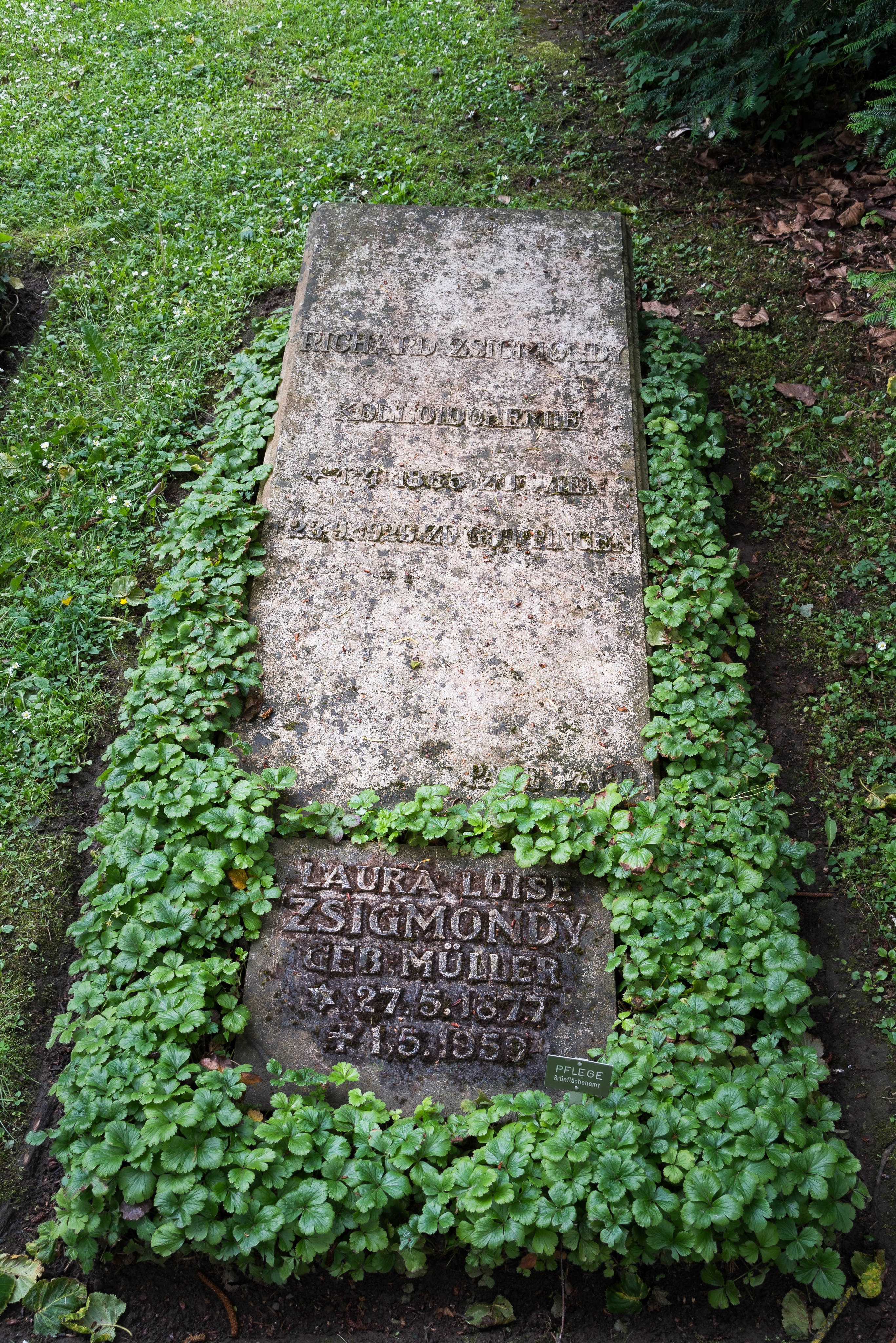
Зигмонди Рихард
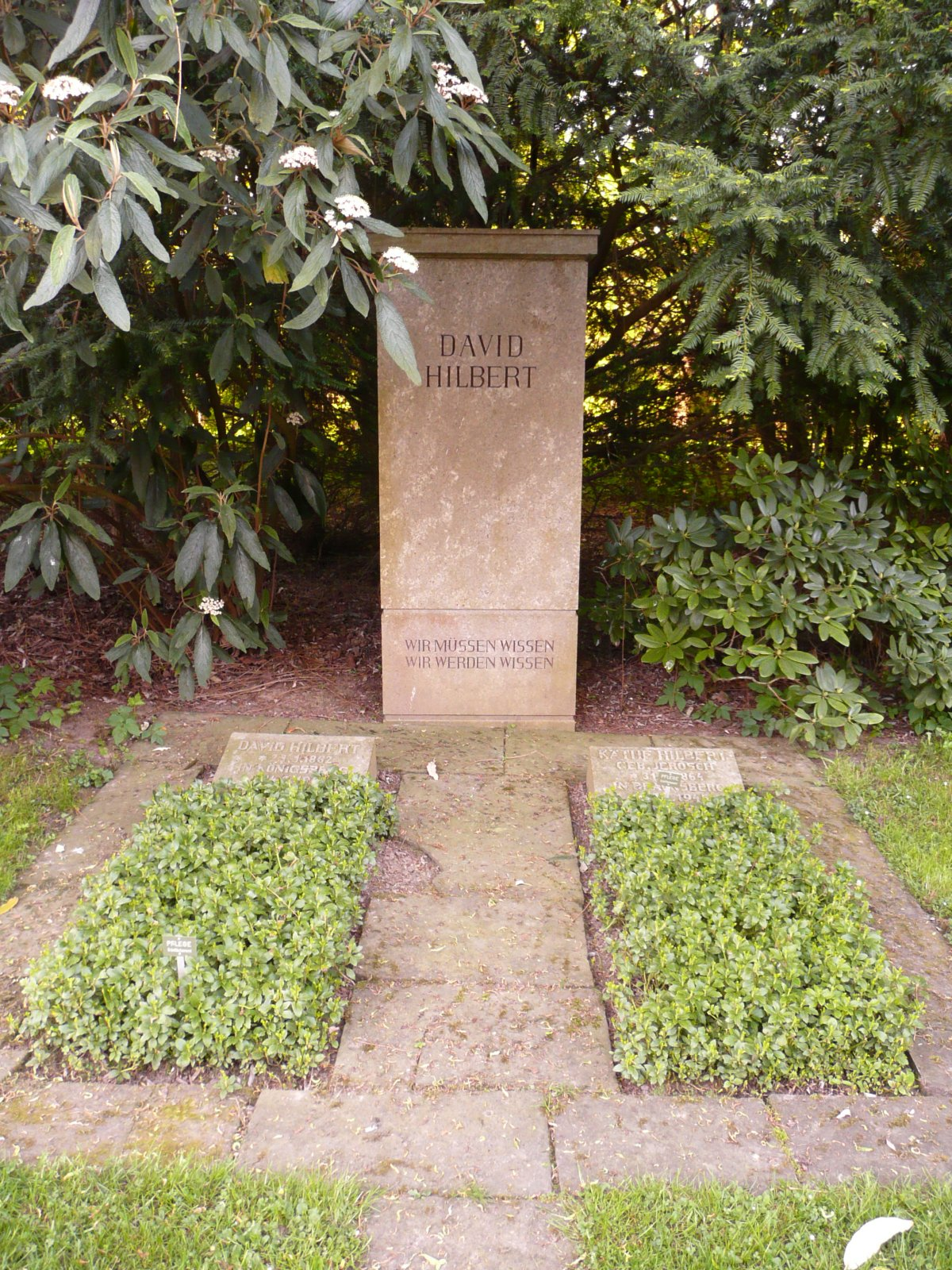
Давид Гильберт
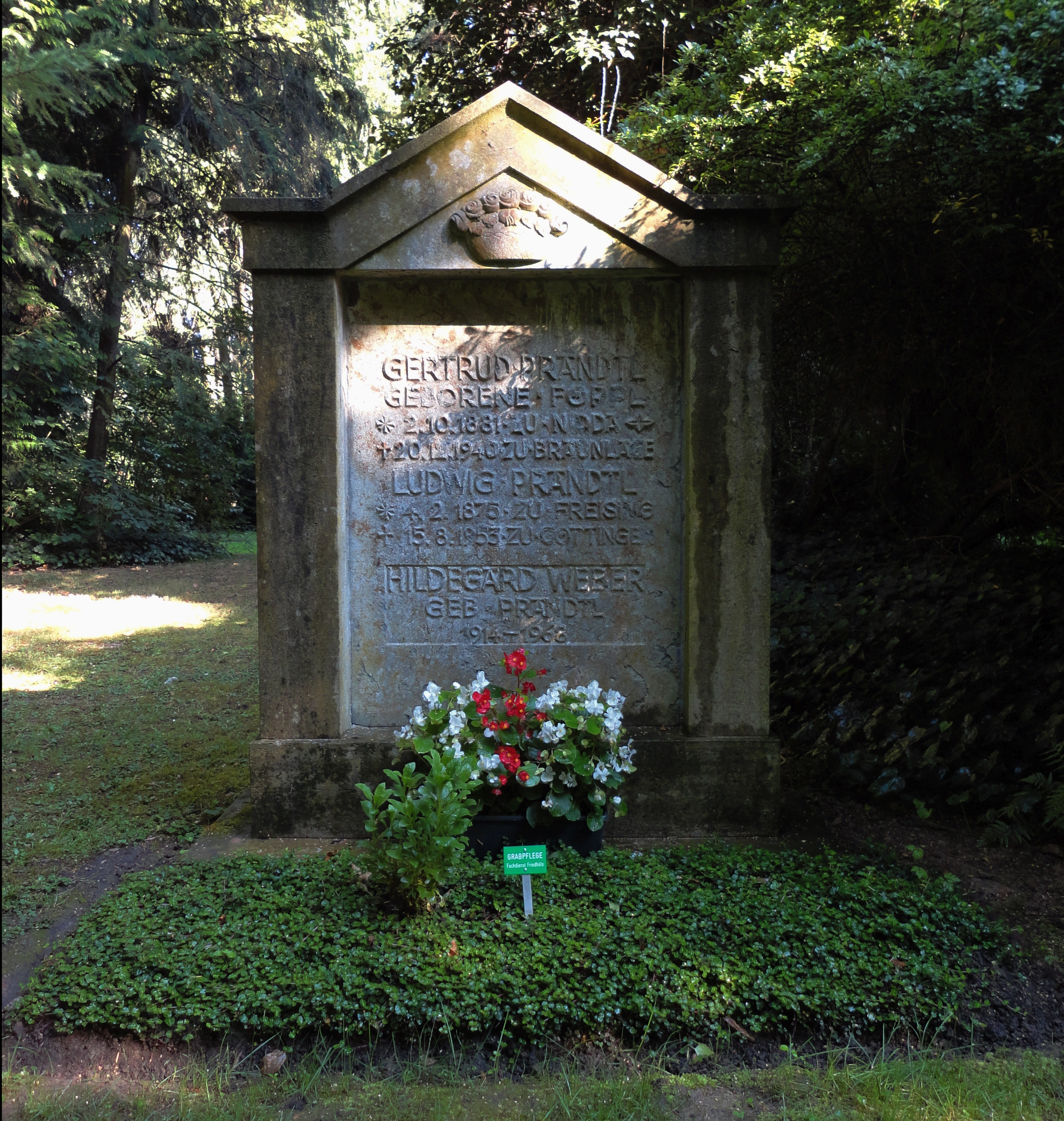
Людвиг Прандтль